# لافي لي
لافي لي هي متسابقة ملكة الجمال ماليزية، ولدت في 20 أكتوبر 1987 في كوالالمبور في ماليزيا.